# Jimmy-Shammar Sanon
Jimmy-Shammar Sanon est un joueur international haitien de soccer né le 24 janvier 1997 à Laval au Québec. Il évolue au poste d'ailier.

## Biographie

### Parcours en club
Lors de la saison 2016, Sanon évolue avec le FC Montréal et inscrit le but de l'année en USL. En décembre 2016, le FC Montréal cesse ses activités et, pour la saison 2017, Sanon rejoint le Fury d'Ottawa dans cette même ligue tandis que l'Impact de Montréal conserve ses droits en MLS.

### Sélection nationale
Sanon est appelé pour la première fois par la sélection haïtienne seniore à l'occasion d'un match amical contre le Japon à Yokohama le 2 octobre 2017. Il honore à cette occasion sa première cape en étant titularisé sur le flanc droit des grenadiers (match nul 3-3).